# Taça Ouro de Voleibol Masculino
A Taça Ouro de Voleibol Masculino é uma competição organizada anualmente pela Confederação Brasileira de Voleibol através da Unidade de Competições Nacionais. Ela entrou no calendário oficial em substituição ao Torneio Seletivo. A competição é uma espécie de divisão de acesso do Campeonato Brasileiro de Voleibol Masculino, a principal competição entre clubes de voleibol masculino do Brasil, servindo como porta de acesso dos clubes à Superliga - Série A. Ao contrário da Taça Prata que é aberta à todas as equipes, somente podem participar da Taça Ouro as equipes rebaixadas na última edição da Primeira Divisão e as equipes participantes da última edição da Segunda Divisão que não conseguiram o acesso.
A primeira edição ocorre em 2017, no Ginásio Oscar Zelaya, Rio de Janeiro, e a equipe campeã do torneio garante acesso à Primeira Divisão.